# 가가미이시역
가가미이시역(일본어: 鏡石駅)은 일본 후쿠시마현 이와세군 가가미이시정에 있는 동일본 여객철도 도호쿠 본선의 역이다. 섬식 승강장 1면 2선 구조의 형태를 지닌 지상역이다.

## 타는 곳
| 1 | ■ 도호쿠 본선 | (하행) | 스카가와 · 고리야마 · 후쿠시마 방면            |
| 2 | ■ 도호쿠 본선 | (상행) | 야부키 · 시라카와 · 신시라카와 · 구로이소 방면 |

## 이용 현황
| 연도     | 하루 평균 승차 인원 |
| 2000년도 | 937                 |
| 2001년도 | 930                 |
| 2002년도 | 914                 |
| 2003년도 | 900                 |
| 2004년도 | 909                 |
| 2005년도 | 862                 |
| 2006년도 | 826                 |
| 2007년도 | 790                 |
| 2008년도 | 776                 |
| 2009년도 | 748                 |
| 2010년도 | 790                 |
| -------- | ------------------- |

## 역 주변
- 국도 제4호선
- 이와세 목장
- 정립 도서관

## 인접 정차역
| 도호쿠 본선          | 도호쿠 본선   | 도호쿠 본선            |
| -------------------- | ------------- | ---------------------- |
| 야부키 구로이소 방면 | ■ 도호쿠 본선 | 스카가와 후쿠시마 방면 |